# Mycalesis arisana
Mycalesis arisana är en fjärilsart som beskrevs av Jinhaku Sonan 1931. Mycalesis arisana ingår i släktet Mycalesis och familjen praktfjärilar. Inga underarter finns listade i Catalogue of Life.